# Lumsdenita
La lumsdenita és un mineral de la classe dels òxids. Rep el nom per la ubicació de la mina Packrat (la localitat tipus) a prop del canó Lumsden (Estats Units).

## Característiques
La lumsdenita és un òxid de fórmula química NaCa₃Mg₂(As3+V4+₂V5+10As5+₆O51)·45H₂O. Va ser aprovada com a espècie vàlida per l'Associació Mineralògica Internacional l'any 2018, sent publicada per primera vegada el 2020. Cristal·litza en el sistema triclínic.
L'exemplar que va servir per a determinar l'espècie, el que es coneix com a material tipus, es troba conservat a les col·leccions mineralògiques del Museu d'Història Natural del Comtat de Los Angeles, a Los Angeles (Califòrnia) amb el número de catàleg: 66787.

## Formació i jaciments
Va ser descoberta a la mina Packrat, a Gateway, dins el comtat de Mesa (Colorado, Estats Units), on es troba com a fulles de fins a 0,2 mm de longitud, que solen créixer en aerosols. Aquesta mina és l'únic indret de tot el planeta on ha estat descrita aquesta espècie mineral.